# Vincelles (Saône-et-Loire)
Pour les articles homonymes, voir Vincelles.
Vincelles est une commune française située dans le département de Saône-et-Loire, en région Bourgogne-Franche-Comté.

## Géographie
Vincelles fait partie de la Bresse louhannaise.

### Hydrographie
À Vincelles passe la Seille, sur un bras de laquelle est construit un moulin. La rivière sépare aussi la commune de Vincelles de ses voisines Montagny-près-Louhans et Louhans.
La commune est également traversée par une rivière plus petite, la Servonne, qui se jette dans la Seille.

### Climat
Pour des articles plus généraux, voir Climat de la Bourgogne-Franche-Comté et Climat de Saône-et-Loire.
En 2010, le climat de la commune est de type climat océanique dégradé des plaines du Centre et du Nord, selon une étude du Centre national de la recherche scientifique s'appuyant sur une série de données couvrant la période 1971-2000. En 2020, Météo-France publie une typologie des climats de la France métropolitaine dans laquelle la commune est exposée à un climat semi-continental et est dans la région climatique Bourgogne, vallée de la Saône, caractérisée par un bon ensoleillement (1 900 h/an), un été chaud (18,5 °C), un air sec au printemps et en été et des vents faibles.
Pour la période 1971-2000, la température annuelle moyenne est de 11,2 °C, avec une amplitude thermique annuelle de 17,7 °C. Le cumul annuel moyen de précipitations est de 979 mm, avec 11,6 jours de précipitations en janvier et 7,9 jours en juillet. Pour la période 1991-2020, la température moyenne annuelle observée sur la station météorologique de Météo-France la plus proche, « Montpont », sur la commune de Montpont-en-Bresse à 13 km à vol d'oiseau, est de 11,8 °C et le cumul annuel moyen de précipitations est de 1 026,2 mm. 
La température maximale relevée sur cette station est de 40,3 °C, atteinte le 31 juillet 2020 ; la température minimale est de −16,5 °C, atteinte le 20 décembre 2009,,.
Les paramètres climatiques de la commune ont été estimés pour le milieu du siècle (2041-2070) selon différents scénarios d'émission de gaz à effet de serre à partir des nouvelles projections climatiques de référence DRIAS-2020. Ils sont consultables sur un site dédié publié par Météo-France en novembre 2022.

## Urbanisme

### Typologie
Au 1er janvier 2024, Vincelles est catégorisée commune rurale à habitat dispersé, selon la nouvelle grille communale de densité à sept niveaux définie par l'Insee en 2022.
Elle est située hors unité urbaine. Par ailleurs la commune fait partie de l'aire d'attraction de Louhans, dont elle est une commune de la couronne,. Cette aire, qui regroupe 15 communes, est catégorisée dans les aires de moins de 50 000 habitants,.

### Occupation des sols
L'occupation des sols de la commune, telle qu'elle ressort de la base de données européenne d’occupation biophysique des sols Corine Land Cover (CLC), est marquée par l'importance des territoires agricoles (79,6 % en 2018), en diminution par rapport à 1990 (82,5 %). La répartition détaillée en 2018 est la suivante : zones agricoles hétérogènes (38,6 %), prairies (31,2 %), zones urbanisées (11,9 %), terres arables (9,9 %), forêts (8,4 %). L'évolution de l’occupation des sols de la commune et de ses infrastructures peut être observée sur les différentes représentations cartographiques du territoire : la carte de Cassini (XVIIIe siècle), la carte d'état-major (1820-1866) et les cartes ou photos aériennes de l'IGN pour la période actuelle (1950 à aujourd'hui).

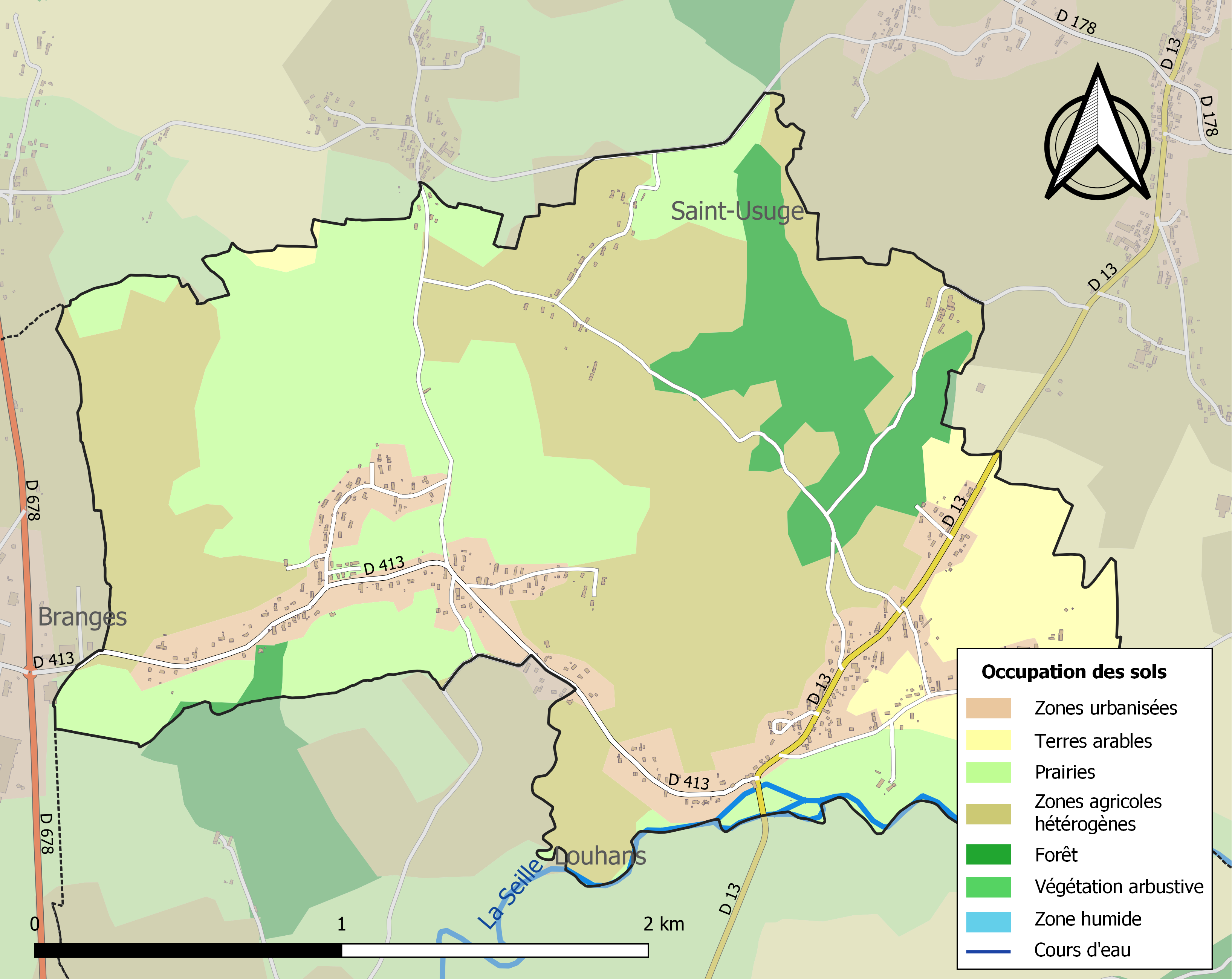
Carte des infrastructures et de l'occupation des sols de la commune en 2018 (CLC).

## Politique et administration

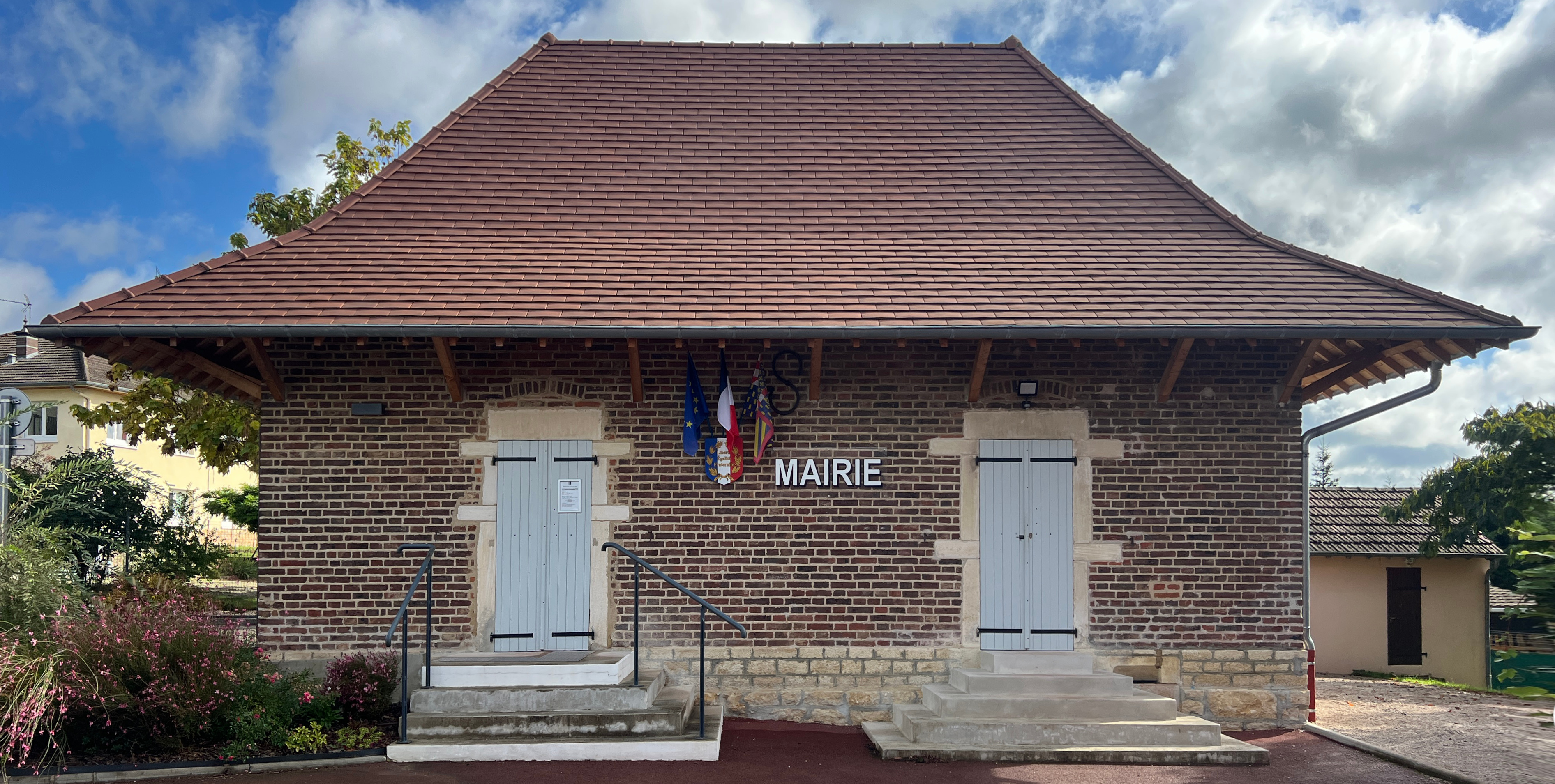
La mairie.

### Tendances politiques et résultats

#### Élections présidentielles
Le village de Vincelles place en tête à l'issue du premier tour de l'élection présidentielle française de 2017, Marine Le Pen (RN) avec 27,34 % des suffrages. Mais lors du second tour, Emmanuel Macron (LaREM) est en tête avec 56,68 %.

#### Élections législatives
Le village de Vincelles faisant partie de la quatrième circonscription de Saône-et-Loire, place lors du 1er tour des élections législatives françaises de 2017, Stéphane Gros (LR) avec 37,08 % des suffrages. Mais lors du second tour, il s'agit de Cécile Untermaier (PS) qui arrive en tête avec 56,94 % des suffrages.
Lors du 1er tour des élections législatives françaises de 2022, Cécile Untermaier (PS), députée sortante, arrive en tête avec 39,89 % des suffrages comme lors du second tour, avec cette fois-ci, 66,67 % des suffrages.

#### Élections régionales
Le village de Vincelles place la liste « Pour la Bourgogne et la Franche-Comté » menée par Gilles Platret (LR) en tête, dès le 1er tour des élections régionales de 2021 en Bourgogne-Franche-Comté, avec 31,91 % des suffrages. Lors du second tour, les habitants décideront de placer la liste de « Notre Région Par Cœur » menée par Marie-Guite Dufay, présidente sortante (PS) en tête, avec cette fois-ci, près de 40,56 % des suffrages. Devant les autres listes menées par Gilles Platret (LR) en seconde position avec 34,97 %, Julien Odoul (RN), troisième avec 18,88 % et en dernière position celle de Denis Thuriot (LaREM) avec 5,59 %.

#### Élections départementales
Le village de Vincelles faisant partie du canton de Louhans place le binôme de Mathilde Chalumeau (DVD) et de Anthony VADOT (DVD), en tête, dès le 1er tour des élections départementales de 2021 en Saône-et-Loire avec 76,06 % des suffrages. Lors du second tour, les habitants décideront de placer de nouveau le binôme de Mathilde Chalumeau (DVD) et de Anthony VADOT (DVD) en tête, avec cette fois-ci, près de 86,49 % des suffrages. Devant l'autre binôme menée par Cyriak Cuenin (RN) et Annie Hassler (RN) qui obtient 13,51 %.

### Liste des maires de Vincelles
| Période                                  | Période   | Identité          | Étiquette | Qualité                        |
| ---------------------------------------- | --------- | ----------------- | --------- | ------------------------------ |
| juin 1995                                | mars 2014 | Marie-Rose Coulon |           | Comptable                      |
| mars 2014                                | mai 2020  | Gérard Jouvenceau |           |                                |
| mai 2020                                 | en cours  | Mickaël Chevrey   |           | Clerc de notaire, généalogiste |
| Les données manquantes sont à compléter. |           |                   |           |                                |

## Démographie
L'évolution du nombre d'habitants est connue à travers les recensements de la population effectués dans la commune depuis 1793. Pour les communes de moins de 10 000 habitants, une enquête de recensement portant sur toute la population est réalisée tous les cinq ans, les populations de référence des années intermédiaires étant quant à elles estimées par interpolation ou extrapolation. Pour la commune, le premier recensement exhaustif entrant dans le cadre du nouveau dispositif a été réalisé en 2006.

En 2022, la commune comptait 450 habitants, en évolution de +6,38 % par rapport à 2016 (Saône-et-Loire : −1,06 %, France hors Mayotte : +2,11 %).
| 1793 | 1800 | 1806 | 1821 | 1831 | 1836 | 1841 | 1846 | 1851 |
| ---- | ---- | ---- | ---- | ---- | ---- | ---- | ---- | ---- |
| 411  | 417  | 415  | 426  | 448  | 463  | 498  | 513  | 514  |

| 1856 | 1861 | 1866 | 1872 | 1876 | 1881 | 1886 | 1891 | 1896 |
| ---- | ---- | ---- | ---- | ---- | ---- | ---- | ---- | ---- |
| 469  | 462  | 497  | 476  | 486  | 481  | 506  | 478  | 472  |

| 1901 | 1906 | 1911 | 1921 | 1926 | 1931 | 1936 | 1946 | 1954 |
| ---- | ---- | ---- | ---- | ---- | ---- | ---- | ---- | ---- |
| 477  | 468  | 455  | 435  | 431  | 404  | 407  | 416  | 375  |

| 1962 | 1968 | 1975 | 1982 | 1990 | 1999 | 2006 | 2011 | 2016 |
| ---- | ---- | ---- | ---- | ---- | ---- | ---- | ---- | ---- |
| 375  | 375  | 353  | 336  | 349  | 380  | 400  | 430  | 423  |

| 2021 | 2022 | - | - | - | - | - | - | - |
| ---- | ---- | - | - | - | - | - | - | - |
| 439  | 450  | - | - | - | - | - | - | - |

## Culture locale et patrimoine

### Lieux et monuments
- Moulin sur la Seille (au lieu-dit Moulin de Vincelles)
- Moulin sur la Servonne (au lieu-dit Moulin du Gué)
- Église Saint-Georges : construite en 1865-1868 pour remplacer une église plus ancienne (construite en 1785) détruite par les intempéries en 1856[22].

### Héraldique
| Blason de Vincelles | Blason  | D'azur au pal d'argent accompagné de deux losanges d'or, l'un à dextre, l'autre à senestre. |
| Blason de Vincelles | Détails | Le statut officiel du blason reste à déterminer.                                            |

## Pour approfondir